# Русский Рим (фестиваль)
Международный культурный фестиваль «Русский Рим» — это культурный фестиваль, направленный на объединение людей, чье творчество и деятельность способствуют популяризации русской культуры за рубежом, налаживание связи между Россией, Европой и по всему миру.
Фестиваль проходит в Риме, в Палаццо Поли. Это негосударственный проект. Автором идеи фестиваля стал секретарь Союза Писателей России по международным делам Владимир Торин.

## История фестиваля
Первый международный культурный фестиваль «Русский Рим» состоялся 4 ноября 2017 года в Риме, в Палаццо Поли. Из стран Европы на мероприятие приехали творческие и общественные деятели. В пяти номинациях были объявлены лауреаты награды «Русский Рим». В Палаццо Поли, 200 лет назад, княгиня Зинаида Волконская проводила первые русские литературно-музыкальные вечера. На них собирались представители русской и европейской интеллигенции, художники, писатели, музыканты.
А.Н. Муравьев. «Знакомство с русскими поэтами»:

Общим центром для литераторов и вообще для любителей всякого рода искусств, музыки, пения, живописи служил тогда блестящий дом княгини Зинаиды Волконской.
— 1871
Салоны Зинаиды Волконской объединяли писателей и художников эпохи 19 века: Петра Вяземского, Василия Жуковского, Николая Языкова, Ивана Тургенева, Карла Брюллова, Александра Иванова, Стендаля, Вальтера Скотта, Дж. Ф. Купера. В 1837 году на «Русских салонах» в Риме Гоголь впервые публично прочитал первые главы «Мёртвых душ».
За три года наградой «Русский Рим» были отмечены деятели литературы, музыки, изобразительного искусства, театра, чье творчество популяризует русскую культуру за рубежом. Среди них писатели Евгений Водолазкин, Гузель Яхина, Леонид Юзефович, солист балета и продюсер Андрис Лиепа, оперная певица Светлана Касьян, пианистка Екатерина Мечетина, скрипач-виртуоз Сергей Крылов, архитектор Сергей Чобан, переводчики-писатели Витторио Страда и Джулиан Лоуэнфельд, директор Музеев Ватикана Барбара Ятта, культуролог-славист Элизабет Шорэ, художник Валерий Кошляков и другие.
Сергей Разов, Чрезвычайный и полномочный посол Российской Федерации в Итальянской Республике и в Республике Сан-Марино по совместительству:

Эта уникальная арт-площадка позволит найти дополнительные точки соприкосновения между нашими странами и будет способствовать дальнейшему развитию культурных обменов. Интерес наших народов друг к другу взаимен, он имеет глубокие исторические и духовные корни.
— 4 ноября 2017, Рим
В 2018 году в рамках фестиваля состоялись показ фильма «Иван Тургенев. Русский Европеец», литературно-музыкальный спектакль «Пятое время года… Любовь» и церемония награждения.
В 2019 году на третьей церемонии награждения была также посмертно присуждена Памятная медаль Алексею Букалову, который возглавлял представительство ТАСС в Италии и Ватикане.
В 2021 году в Доме Пашкова в Москве состоялся Гала-вечер «Русский Рим в Москве». На сцене выступили премьеры Большого театра Артемий Беляков и Дарья Хохлова с фрагментом одноактного балета «Девятый вал» постановки Брайана Ариаса. Состоялась мировая премьера произведений из первого сольного альбома Fratelli Tutti оперной певицы Светланы Касьян. Альбом «Все — братья» посвящен Папе Римскому, он вышел 17 декабря в день рождения Папы.

## Награда фестиваля
Наградную статуэтку для лауреатов фестиваля «Русский Рим-2018» и «Русский Рим-2019» специально разработал скульптор, Народный художник России Александр Рукавишников. Статуэтка лауреата представляет собой античную колонну, разорванную древней книгой с кириллической буквой R на обложке.
| Номинация                                                                       | Победитель         | Страна  |
| ------------------------------------------------------------------------------- | ------------------ | ------- |
| «За продвижение русской культуры в мире в области музыки»                       | Екатерина Мечетина | Россия  |
| «За продвижение русской культуры в мире в области литературы»                   | Евгений Водолазкин | Россия  |
| «За популяризацию русской культуры в мире в области изобразительного искусства» | Валерий Кошляков   | Франция |
| «За популяризацию русской культуры в мире в переводческой деятельности»         | Витторио Страда    | Италия  |
| «За популяризацию русской культуры в мире в общественной деятельности»          | Конрад Фурман      | Бельгия |
| Специальный приз "60 лет со дня первого издания романа «Доктор Живаго»          | Карло Фельтринелли | Италия  |

| Номинация                                                                       | Победитель     | Страна           |
| ------------------------------------------------------------------------------- | -------------- | ---------------- |
| «За продвижение русской культуры в мире в области музыки»                       | Сергей Крылов  | Россия, Италия   |
| «За продвижение русской культуры в мире в области литературы»                   | Гузель Яхина   | Россия           |
| «За популяризацию русской культуры в мире в области изобразительного искусства» | Сергей Чобан   | Россия, Германия |
| «За продвижение русской культуры в мире в области театрального искусства»       | Андрис Лиепа   | Россия           |
| «За популяризацию русского искусства за рубежом»                                | Сильвия Бурини | Италия           |
| «За сохранение русского культурного наследия за рубежом»                        | Элизабет Шоре  | Германия         |

| Номинация                                                                       | Победитель               | Страна       |
| ------------------------------------------------------------------------------- | ------------------------ | ------------ |
| «За продвижение русской культуры в мире в области музыки»                       | Светлана Касьян          | Россия       |
| «За продвижение русской культуры в мире в области литературы»                   | Леонид Юзефович          | Россия       |
| «За популяризацию русской культуры в мире в области изобразительного искусства» | Барбара Ятта             | Италия       |
| «За популяризацию русской культуры в мире в переводческой деятельности»         | Джулиан Генри Лоуэнфельд | США          |
| «За продвижение русской культуры в мире в области театрального искусства»       | Даниеле Чиприани         | Италия       |
| Специальный приз: 40 лет фильму «Сталкер»                                       | Андрей Тарковский        | СССР, Италия |

В экспертный совет фестиваля вошли:
- Марина Лошак, директор Государственного музея изобразительных искусств имени А. С. Пушкина,
- Антонио Дзанарди Ланди, итальянский дипломат,
- Роберто Джованарди, генеральный директор Театральной ассоциации Эмилии-Романьи (ATER),
- Александр Соколов, ректор Московской государственной консерватории имени П. И. Чайковского,
- Сергей Разов, Чрезвычайный и Полномочный Посол РФ в Итальянской Республике и в Республике Сан-Марино по совместительству,
- Даниела Рицци, директор Итальянского института культуры в Москве,
- Даниела Ди Сора, славист и основатель издательства «Воланд»,
- Эрнесто Ферленги, сопредседатель итало-российского Форума-Диалога по линии гражданских обществ, президент ассоциации итальянских промышленников Confindustria Russia
- Ольга Страда, промоутер итало-российских культурных проектов,
- Дмитрий Бак, директор Государственного музея истории российской литературы имени В. И. Даля.

Проект «Русский Рим. Лица»
«Русский Рим. Лица» — цикл интервью с лауреатами и амбассадорами фестиваля «Русский Рим», деятелями культуры и искусства России, Италии, Франции, Германии, США и других стран. В фильмах-интервью герои делятся своими историями успеха.
Выпущены интервью с деятелями искусства и культуры, среди которых Евгений Водолазкин, Светлана Касьян, Екатерина Мечетина, Гузель Яхина, Сергей Чобан, Барбара Ятта, Якопо Тисси, Джулиан Генри Лоуэнфельд, директор Галереи Уффици Айке Шмидт и другие.
Айке Шмидт. Интервью «Русский Рим.Лица»:

Русская культура, бесспорно, одна из важнейших мировых культур. В особенности последние триста лет ее существования она чрезвычайно тесно связана с европейской культурой. Но эти две культуры, конечно же, не идентичны, иначе русская культура не имела бы свою самобытность. Во время своего пребывания здесь, на Площади Питти, Достоевский написал несколько глав «Идиота», и в них отразились в определенном смысле его впечатления об итальянской культуре. Тем не менее, безусловно, он создал это произведение как русский писатель. Как раз в этом и заключается богатство этой книги. Иначе было бы весьма скучным читать произведение, сюжет которого предсказуем.
— 2022